# Feel Ghood Music
Feel Ghood Music (hangul: 필굿뮤직) es un sello discográfico, principalmente de hip hop y R&B, y agencia de entretenimiento surcoreana fundada en 2013 por el rapero Tiger JK.

## Historia
Originalmente creada en julio de 2013 por MFBTY para albergar al nuevo grupo y sus miembros (Tiger JK, Yoon Mi-rae y Bizzy), la compañía Feel Ghood Music recibió su nombre del octavo álbum de Tiger JK, Feel gHood Muzik: The 8th Wonder.
A lo largo de los años, Feel Ghood Music ha contratado a otros artistas como Junoflo, Black Nine, MRSHLL y la solista y cantautora surcoreana Bibi, centrándose en apoyar sus expresiones musicales y crear un entorno completamente saludable.

## Artistas

### Grupos
- MFBTY
- Drunken Tiger

### Solistas
- Tiger JK
- Bibi
- Bizzy
- Yoon Mi-rae
- Junoflo (2016-2019)
- Ann One
- MRSHLL
- Black Nine